# Guanwang
Guanwang (kinesiska: 关王镇, 关王) är en köping i Kina. Den ligger i provinsen Shandong, i den östra delen av landet, omkring 190 kilometer öster om provinshuvudstaden Jinan.
Genomsnittlig årsnederbörd är 786 millimeter. Den regnigaste månaden är juli, med i genomsnitt 255 mm nederbörd, och den torraste är januari, med 10 mm nederbörd.